# GPDF – Бені-Саф
GPDF – Бені-Саф – газопровід на північному заході Алжиру.
Трубопровід є перемичкою між двома потужними експортними трубопроводами Магриб – Європа (також відомий як Gazoduc Pedro Duran Farell, GPDF) та MEDGAZ. Вони обидва прямують до Іспанії, проте GPDF має транзитну ділянку теренами Марокко, тоді як MEDGAZ напряму перетинає Середземне море (при цьому початок офшорної ділянки знаходиться саме у Бені-Саф). Довжина перемички 197 км, діаметр 1200 мм.
Трубопровід ввели в дію у 2021 році, при цьому паралельно реалізовували проект зі зібльшення потужності компресорної станції Бені-Саф, що мало дозволити наростити поставки по MEDGAZ.